# Богуцкий, Владимир Никифорович
Владимир Никифорович Богуцкий (1891, село Заречное Брест-Литовского уезда Гродненской губернии, теперь Брестской области, Республика Беларусь — 8 июля 1937, Харьков) — советский государственный деятель, председатель Мариупольского и Кременчугского окрисполкомов, председатель Харьковского городского совета. Член ВУЦИК.

## Биография
Родился в семье крестьянина. Получил среднее образование, работал народным учителем.
Член РКП(б) с 1918 года.
Во время Гражданской войны в России работал в продовольственных органах: член коллегии Ярославского губернского продовольственного комитета, продовольственный комиссар Пензенской губернии, заместитель председателя Сибирского продовольственного комитета, уполномоченный чрезвычайной комиссии (ВЧК) и Народного комиссариата путей РСФСР по перевозке хлеба в Сибири.
До 1924 года — заместитель народного комиссара продовольствия Украинской ССР. Затем избирался членом Донецкого губисполкома и губкома КП(б)У.
В 1925—1927 годах — председатель исполнительного комитета Мариупольского окружного совета; председатель исполнительного комитета Кременчугского окружного совета.
В 1927—1929 годах — председатель правления Украинского сельскохозяйственного банка.
С 1929 года — начальник Управления водного хозяйства Украинской ССР.
В 1932 — июне 1934 года — 1-й заместитель председателя исполнительного комитета Киевского областного совета.
В июне 1934 — октябре 1935 года — 1-й заместитель председателя исполнительного комитета Харьковского областного совета.
В октябре 1935 — январе 1937 года — председатель Харьковского городского совета.
11 января 1937 года арестован органами НКВД. Приговорён к высшей мере наказания, расстрелян. Посмертно реабилитирован.